# Momo Cissé
Alkhaly Momo Cissé (Conakry, 17 ottobre 2002) è un calciatore guineano, centrocampista svincolato.

## Caratteristiche tecniche
È un centrocampista che viene utilizzato prevalentemente esterno o ala.

## Carriera

### Club

#### Gli inizi
Muove i suoi primi passi nel Vendée Fontenay, per poi trasferirsi al Paris FC. Nel 2017 passa al Le Havre, dove esordisce con la seconda squadra nella National 2. 

#### Stoccarda e Wisla Cracovia
Nell'agosto 2020 viene acquistato dallo Stoccarda. Cissé esordisce con i Roten il 17 settembre 2020 in occasione del match di campionato perso per 2-3 contro il Friburgo, subentrando a Roberto Massimo.
Il 16 gennaio 2022 viene ceduto in prestito al Wisła Cracovia. Il 1º marzo 2022 realizza il suo primo gol da professionista, in occasione dell'incontro di coppa nazionale contro l'Olimpia Grudziądz, pareggiato per 1-1.

## Statistiche
Statistiche aggiornate al 13 giugno 2023.

### Presenze e reti nei club
| Stagione              | Squadra               | Campionato            | Campionato | Campionato | Coppe nazionali | Coppe nazionali | Coppe nazionali | Coppe continentali | Coppe continentali | Coppe continentali | Altre coppe | Altre coppe | Altre coppe | Totale | Totale | Totale |
| Stagione              | Squadra               | Comp                  | Pres       | Reti       | Comp            | Pres            | Reti            | Comp               | Pres               | Reti               | Comp        | Pres        | Reti        | Pres   | Reti   |        |
| --------------------- | --------------------- | --------------------- | ---------- | ---------- | --------------- | --------------- | --------------- | ------------------ | ------------------ | ------------------ | ----------- | ----------- | ----------- | ------ | ------ | ------ |
| 2018-2019             | Le Havre 2            | N2                    | 12         | 0          | -               | -               | -               |                    | -                  | -                  |             | -           | -           | 12     | 0      |        |
| 2019-2020             | Le Havre 2            | N3                    | 8          | 0          | -               | -               | -               |                    | -                  | -                  |             | -           | -           | 8      | 0      |        |
| Totale Le Havre II    | Totale Le Havre II    | Totale Le Havre II    | 20         | 0          |                 | 0               | 0               |                    | -                  | -                  |             | -           | -           | 20     | 0      |        |
| 2020-2021             | Stoccarda             | BL                    | 5          | 0          | CG              | 0               | 0               |                    | -                  | -                  |             | -           | -           | 5      | 0      |        |
| 2021-gen. 2022        | Stoccarda             | BL                    | 0          | 0          | CG              | 0               | 0               |                    | -                  | -                  |             | -           | -           | 0      | 0      |        |
| Totale Stoccarda      | Totale Stoccarda      | Totale Stoccarda      | 5          | 0          |                 | 0               | 0               |                    | -                  | -                  |             | -           | -           | 5      | 0      |        |
| gen.-giu. 2022        | Wisła Cracovia        | E                     | 8          | 0          | CP              | 1               | 1               |                    | -                  | -                  |             | -           | -           | 9      | 1      |        |
| 2022-2023             | Wisła Cracovia        | IL                    | 14         | 0          | CP              | 1               | 1               |                    | -                  | -                  |             | -           | -           | 15     | 1      |        |
| Totale Wisła Cracovia | Totale Wisła Cracovia | Totale Wisła Cracovia | 22         | 0          |                 | 2               | 2               |                    | -                  | -                  |             | -           | -           | 24     | 2      |        |
| Totale carriera       | Totale carriera       | Totale carriera       | 47         | 0          |                 | 2               | 2               |                    | -                  | -                  |             | -           | -           | 49     | 2      |        |